# Paweł Schroeter

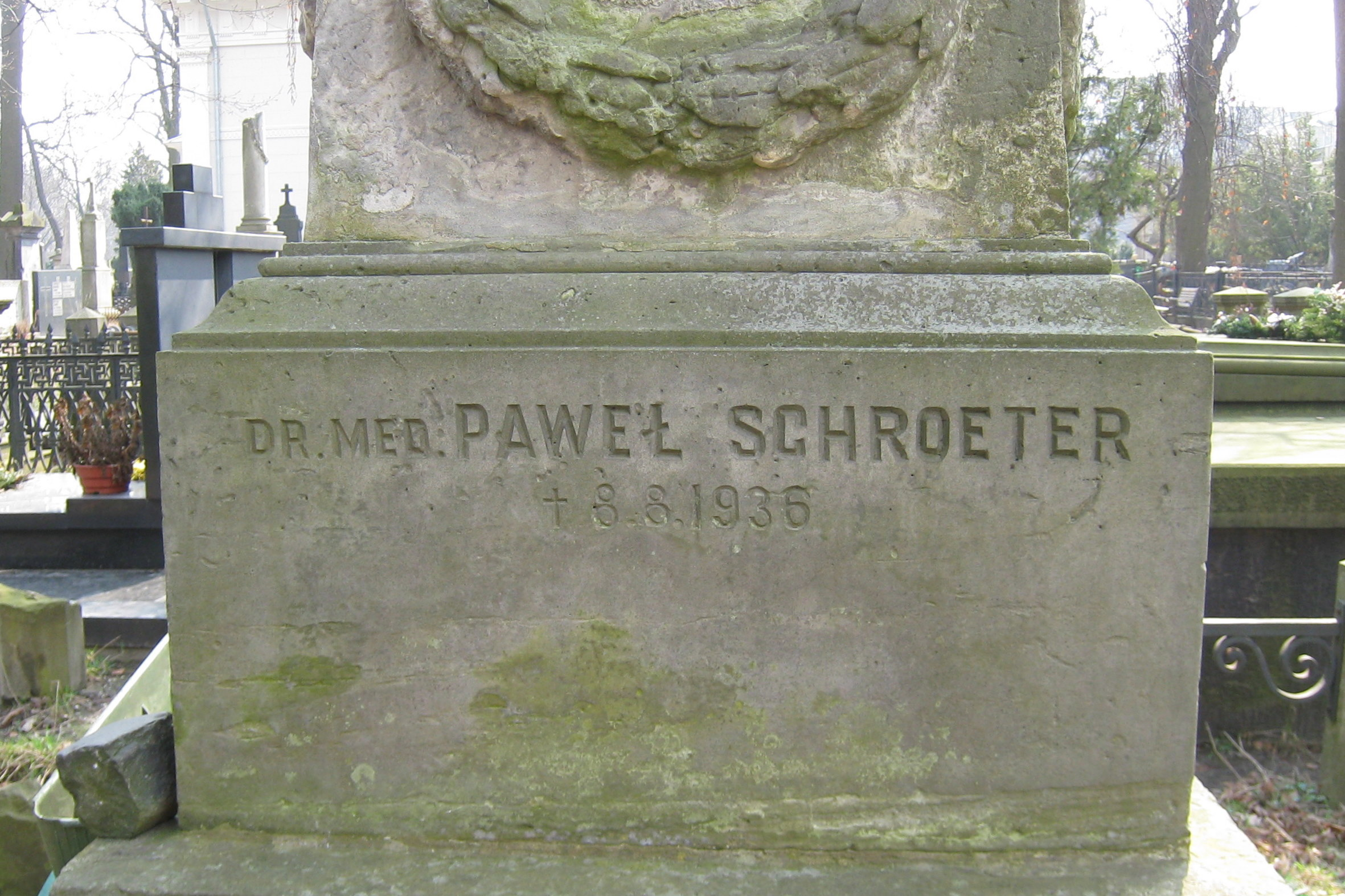
Fragment grobu dr. Pawła Schroetera na Cmentarzu Ewangelicko-Augsburskim w Warszawie (wyryto błędną datę śmierci)

Paweł Emil Schroeter (Schröter) (ur. 29 listopada 1855 w Kaliszu, zm. 9 sierpnia 1935 w  Warszawie) – polski lekarz, chirurg.

## Życiorys
Syn Ernesta (nauczyciela) i Ernestyny z Bierwagenów, brat Adolfa.
Maturę uzyskał w gimnazjum w Kaliszu w 1876. Studiował najpierw na Cesarskim Uniwersytecie Warszawskim, a następnie w Dorpacie, gdzie w 1884 uzyskał dyplom doktora medycyny. Należał do akademickiego Konwentu Polonia. Przez wiele lat był lekarzem szpitala firmy „Krusche & Ender” w Pabianicach. Napisał podręcznik dla lekarzy i studentów Zarys anatomii topograficznej, wydany w 1922 r. (pierwszy polski oryginalny podręcznik tego działu anatomii człowieka). Komponował pieśni konwentowe.
Zmarł 9 sierpnia 1935 w Warszawie. Został pochowany na cmentarzu ewangelicko-augsburskim w Warszawie (aleja 1, grób 22).
Żona: Karolina Emilia Wende (ok. 1860-po 1934) – córka Edwarda, córka: Emilia (1886–1968) – żona Ignacego Manteuffla.